# Bockfot!!!
Bockfot!!! – Spelmanslåtar från Dalarna inspelade på Mosebacke Etablissement är ett livealbum av Björn Ståbi och Pers Hans Olsson, utgivet 1970 av Sonet Records. Albumet spelades in i oktober under en konsert på Mosebacke Etablissement. 
Skivan ingick i en svensk folkmusikserie som Sonet Records gav ut och 2001 gavs skivan ut på CD med en utökad låtlista. Albumet är nummer 11 i ordningen bland de skivor som återutgivits på CD i Sonets folkmusikserie.
Albumet är dedicerat till Cornelis Vreeswijk.

## Låtlista

### 1970 års LP-utgåva

#### Sida A
1. "Polska i G-dur efter Hjort Anders"
2. "Beväringsmarsch från Leksand efter Knis Karl"
3. "Orsapolska efter Gössa Anders"
  - Solo: Björn Ståbi
4. "Polska i d-moll efter Pers Olle"
5. "Vals i a-moll efter Börjes Olle"
6. "Tyska klockorna"
  - Solo: Pers Hans Olsson
7. "Skullbräddleken efter Anders Frisell"

#### Sida B
1. "Gärdebylåten"
2. "Polska efter Börjes Olle"
3. "60-årspolskan efter Hjort Anders"
4. "Polska i A-dur av Pers Erik"
  - Solo: Pers Hans Olsson
5. "Leksands skänklåt"
6. "Bingsjöpolska i D-dur efter Pekkos Olle"
7. "10-kronorspolskan efter Hjort Anders"

## 2001 års CD-utgåva
Spåren 16-25 är tidigare outgivna.
1. "Introduction by Sid Jansson"
2. "Polska in G after Hjort Anders"
3. "Recruit March from Leksand after Knis Karl"
4. "Orsapolska after Gössa Anders"
5. "Polska in D after Pers Olle"
6. "Waltz in A after Börjes Olle"
7. "The German Bells (Tyska klockorna)"
8. "Skullbräddleken after Anders Frisell"
9. "Gärdebylåten"
10. "Polska after Börjes Olle"
11. "The 60-years Polska after Hjort Anders"
12. "Polska in A by Pers Erik"
13. "Leksand's skänklåt"
14. "Bingsjöpolska in D after Päckos Olle"
15. "The 10-kronor-polska after Hjort Anders"

### Tidigare outgivna låtar
1. "Presentation by Sid Jansson"
2. "Boda Bridal March"
3. "Polska from Rättvik after Minu Lars Olsson"
4. "'Hjortingen's Polska' after Hjort Anders"
5. "'Barkbrödslåten'. March after Knis Karl"
6. "Polska after Höök Olof"
7. "The Bingsjö Waltz after Hjort Anders"
8. "Polska after Pers Olle"
9. "Björn introduces 'Sarkofagmarschen'"
10. "'Sarkofagmarschen' The Sarcophag March, by Hins Anders"
11. "Sid Jansson ends up the concert"

## Medverkande
- Björn Ståbi – fiol
- Pers Hans Olsson – fiol
- Sid Jansson – produktion
- Gert Palmcrantz – inspelningstekniker